# Scarabaeus xavieri
Scarabaeus xavieri é uma espécie de coleópteros da família dos escaravelhos. A espécie foi descrita pela primeira vez por Ferreira em 1968.